# Amytta pellucida
Amytta pellucida är en insektsart som beskrevs av Karsch 1888. Amytta pellucida ingår i släktet Amytta och familjen vårtbitare. Inga underarter finns listade i Catalogue of Life.